# Radinghem
Radinghem là một xã trong tỉnh Pas-de-Calais, vùng Hauts-de-France, Pháp.
Radinghem có cự ly 32 km về phía đông bắc Montreuil-sur-Mer trên đường D157. 

## Dân số
| 1962                                                              | 1968 | 1975 | 1982 | 1990 | 1999 | 2006 |
| ----------------------------------------------------------------- | ---- | ---- | ---- | ---- | ---- | ---- |
| 139                                                               | 166  | 151  | 149  | 197  | 221  | 424  |
| Số liệu điều tra dân số tính từ năm 1962, dân số chỉ tính một lần |      |      |      |      |      |      |

## Địa điểm nổi bật
- The 17th century château.
- Nhà thờ St.Martin, thế kỷ 17.